# ريكاردو بافوني
ريكاردو بافوني (بالإسبانية: Ricardo Pavoni)‏ مواليد 8 يوليو 1943 في مونتفيدو، هو لاعب كرة قدم أوروغوياني سابق كان يلعب كمدافع. سبق له أن لعب في كأس العالم لكرة القدم مع منتخب بلاده.

## المسيرة الاحترافية

### أندية لعب لها
- ديفينسور سبورتينغ
- إنديبندينتي

## روابط خارجية
- ريكاردو بافوني على موقع الاتحاد الدولي (مؤرشف)  (الإنجليزية)
- ريكاردو بافوني على موقع الاتحاد الأوربي (الإنجليزية)
- ريكاردو بافوني على موقع قاعدة بيانات كرة القدم.إي يو (الإنجليزية)
- ريكاردو بافوني على موقع ناشيونال فوتبول تيمز (الإنجليزية)
- ريكاردو بافوني على موقع Soccerway.com (الإنجليزية)
- ريكاردو بافوني على موقع عالم كرة القدم.نت (الإنجليزية)